# Izïa Higelin

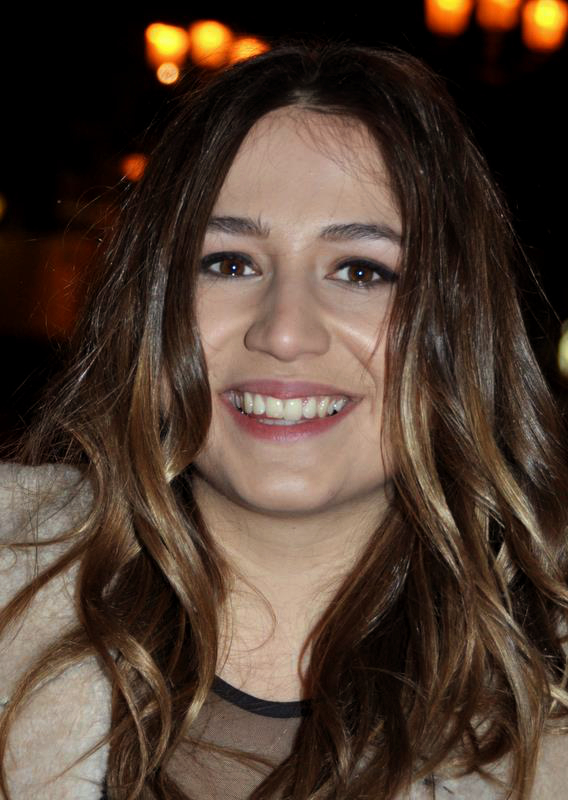
Izïa Higelin 2013

Izïa Higelin (* 24. September 1990 in Paris) ist eine französische Schauspielerin und Rocksängerin. Als Sängerin tritt sie unter dem Namen Izia auf.

## Leben
Higelin kam als Tochter der tunesischen Tänzerin und Sängerin Aziza und des französischen Sängers und Schauspielers Jacques Higelin in Paris zur Welt. Sie ist die Halbschwester des Sängers Arthur H (* 1966) und des Schauspielers Kên Higelin (* 1972). Über ihren Vater fand Higelin schon früh zur Musik. Sie schrieb ihr erstes Lied im Alter von 13 Jahren, wobei sie sich bereits in dieser Zeit für Bands wie Led Zeppelin und Nirvana interessierte, und verließ die Schule 2006 im Alter von 15 Jahren, um sich ganz der Musik zu widmen. Ihr Manager Daniel Colling vermittelte ihr in diesem Jahr einen Auftritt beim Musikfestival Printemps de Bourges, der ihr erste Aufmerksamkeit einbrachte. Es folgten Auftritte unter anderem mit Iggy Pop (2007, 2009) sowie mit ihrem Halbbruder Arthur H bei einem Konzert ihres Vaters im Bataclan, das 2007 unter dem Titel Higelin en plein Bataclan auch auf DVD veröffentlicht wurde.
Im Jahr 2009 erschien Higelins Debütalbum Izia, das sich in den französischen Charts platzieren konnte. Eine Tournee folgte, die 2010 beendet wurde. Ihr zweites Album So Much Trouble erschien im November 2011 und konnte sich wie die gleichnamige Singleauskopplung in den französischen Charts platzieren. Ihr drittes Album, La vague, kam April 2015 heraus und erreichte Platz 13 der französischen Albumcharts.
Anfang 2011 übernahm Higelin in Patrick Milles 2012 erschienenem Debütfilm Mauvaise fille eine Hauptrolle, für die sie 2013 mit einem César als Beste Nachwuchsdarstellerin ausgezeichnet wurde. In Olivier Nakaches und Éric Toledanos Filmkomödie Heute bin ich Samba war Higelin 2014 in einer Nebenrolle an der Seite von Omar Sy zu sehen. Für ihre Darstellung erhielt sie 2015 eine César-Nominierung in der Kategorie Beste Nebendarstellerin.

## Diskografie (Auswahl)
Alben
- 2009: Izia
- 2011: So Much Trouble
- 2015: La vague
- 2019: Citadelle
- 2022: La Vitesse

Singles
- 2009: Back in Town
- 2011: So Much Trouble
- 2022: Mon cœur (FR: Gold)[5]

Kompilationsbeiträge
- 2021: My Friend of Misery auf The Metallica Blacklist

## Filmografie
- 2012: Mauvaise fille
- 2014: Fils de
- 2014: Heute bin ich Samba (Samba)
- 2015: Mune, le gardien de la lune (Sprechrolle)
- 2015: La belle saison – Eine Sommerliebe (La Belle Saison)
- 2016: Saint Amour – Drei gute Jahrgänge (Saint Amour)
- 2016–2017: Serge le Mytho (Fernsehserie)
- 2017: Auguste Rodin (Rodin)
- 2018: Ein Volk und sein König (Un peuple et son roi)
- 2019: Debout sur la montagne
- 2022: Ein MordsTeam ermittelt wieder (Loin du périph)
- 2023: Auf dem Weg (Sur les chemins noirs)
- 2024: Juliette im Frühling (Juliette au printemps)

## Auszeichnungen
- 2009: Victoires de la musique: Neuentdeckung des Jahres; Pop/Rockalbum des Jahres für Izia[6]
- 2013: César, Beste Nachwuchsdarstellerin, für Mauvaise fille
- 2013: Nominierung Prix Lumières, Beste Nachwuchsdarstellerin, für Mauvaise fille
- 2013: Nominierung Globe de Cristal, Beste Schauspielerin, für Mauvaise fille
- 2015: César-Nominierung, Beste Nebendarstellerin, für Heute bin ich Samba